# 奥田いろは
奥田 いろは（おくだ いろは、2005年〈平成17年〉8月20日 - ）は、日本のアイドル、女優であり、女性アイドルグループ乃木坂46のメンバーである。神奈川県生まれ、千葉県出身。乃木坂46合同会社所属。姉は女優の奥田こころ。

## 来歴
2005年（平成17年）8月20日に神奈川県で生まれ、5歳ごろに千葉県へ引っ越す。
幼少期より雑誌や広告ポスターなどに出演しており、3歳から子役としての活動を始めた。芸能事務所のキャロット、ヒラタビーンズに所属し、NHK大河ドラマ『江〜姫たちの戦国〜』（2011年・初〈幼少期〉役）などに出演した。

### 乃木坂46
2022年（令和4年）2月1日、乃木坂46の5期生オーディションに合格。北野日奈子に憧れてオーディションに応募した。
2024年（令和6年）5月16日より上演されたミュージカル『ロミオ&ジュリエット』にジュリエット役で出演した。舞台およびミュージカルへの出演は初で、オーディションによって出演が決まった。同年8月21日発売の36thシングル『チートデイ』に収録されるアンダー楽曲「落とし物」でセンターを務めた。12月11日発売の37thシングル『歩道橋』にて、表題曲を歌唱する選抜メンバーに初めて選ばれた。
2025年（令和7年）8月20日、20歳の誕生日にInstagramアカウントを開設した。

## 人物
特技は中学生で始めたギター。歌唱力が高いと評価されており、YouTubeチャンネル『乃木坂配信中』において単独で弾き語りでの路上ライブを開催した。
好きな食べ物は、ナン、さつまいもの天ぷら。

### 交友関係
舞台で共演した吉柳咲良とは吉柳の実家に泊まりに行くなど仲が良く、「さくねえ」と呼んで慕っている。

### 乃木坂46
5期生では、同級生の五百城茉央と「カフェオーレ」という、一ノ瀬美空が名付けたギターデュオを組んでいる。35thシングル『チャンスは平等』には五百城との楽曲「サルビアの花を覚えているかい？」が収録され、5期生のみとしては初のユニット曲となった。奥田と五百城に菅原咲月を加えた同級生トリオは「さつまいろ」と呼ばれ、一緒に旅行に行くなど特に仲が良い。

## 作品

### シングル
乃木坂46
- 絶望の一秒前（2022年3月23日、SRCL-12106/7） - EAN 4547366549096。
- バンドエイド剥がすような別れ方（2022年8月31日、SRCL-12214/5） - EAN 4547366571974。
- 17分間（2022年12月7日、SRCL-12338） - EAN 4547366590197。
- 僕たちのサヨナラ（2023年3月29日、SRCL-12480/8） - EAN 4547366607307。
- さざ波は戻らない（2023年3月29日、SRCL-12486/7） - EAN 4547366607338。
- 心にもないこと（2023年3月29日、SRCL-12480/1） - EAN 4547366607307。
- 踏んでしまった（2023年8月23日、SRCL-12620/8） - EAN 4547366626612。
- 考えないようにする（2023年8月23日、SRCL-12624/5） - EAN 4547366626636。
- 命の冒涜（2023年8月23日、SRCL-126268） - EAN 4547366626650。
- 思い出が止まらなくなる（2023年12月6日、SRCL-12630/8） - EAN 4547366650990。
- いつの日にか、あの歌を…（2023年12月6日、SRCL-12738） - EAN 4547366651027。
- 車道側（2024年4月10日、SRCL-12850/8） - EAN 4547366669053。
- 「じゃあね」が切ない（2024年4月10日、SRCL-12850/1） - EAN 4547366669053。
- サルビアの花を覚えているかい？（2024年4月10日、SRCL-12856/7） - EAN 4547366669091。
- 落とし物（2024年8月21日、SRCL-12950/1） - EAN 4547366693973。
- 君にDitto（2024年8月21日、SRCL-12952/3） - EAN 4547366693980。
- 熱狂の捌け口（2024年8月21日、SRCL-12958） - EAN 4547366694000。
- 歩道橋（2024年12月11日、SRCL-13070/8） - EAN 4547366716580。
- 相対性理論に異議を唱える（2024年12月11日、SRCL-13070/8） - EAN 4547366716580。
- 雪が降る日にまた会おう（2024年12月11日、SRCL-13076/7） - EAN 4547366716627。
- 懐かしさの先（2025年2月3日）
- ネーブルオレンジ（2025年3月26日、SRCL-13220/8） - EAN 4547366731125。
- 不道徳な夏（2025年7月30日、SRCL-13374/5） - EAN 4547366755992。
- あの頃におかえり（2025年7月30日、SRCL-13372/3） - EAN 4547366755985。

### アルバム
その他
乃木坂46 cheers 松任谷由実（produced by 小室哲哉）
- ユーミン乾杯!!〜松任谷由実50周年記念コラボベストアルバム〜
  - 「守ってあげたい」（2023年12月20日、UPCH-20663） - EAN 4988031593967[28]。

### 映像作品
- 八日目の蟬（2010年9月24日） - EAN 4988066172106。
- ねこばん3D とび出すにゃんこ（2011年3月25日） - EAN 4985914751971。
- まほろ駅前多田便利軒（2011年11月2日） - EAN 4907953030930, EAN 4907953030947。
- NHK大河ドラマ 江〜姫たちの戦国〜 完全版 第壱集（2011年11月25日） - EAN 4527427810273, EAN 4527427648944。
- なるようになるさ。（2014年2月19日） - EAN 4988013530560。
- 牙狼-GARO- -魔戒ノ花- 2（2015年2月3日） - EAN 4988013062481, EAN 4988013062580。
- 新・乃木坂スター誕生! 第1巻（2023年1月27日） - EAN 4988021720267。
- 乃木坂46 10th YEAR BIRTHDAY LIVE（2023年2月22日） - EAN 4547366594324, EAN 4547366594447。
- 新・乃木坂スター誕生! 第2巻（2023年5月12日） - EAN 4988021720274。
- 新・乃木坂スター誕生! 第3巻（2023年8月4日） - EAN 4988021720281。
- NOGIZAKA46 ASUKA SAITO GRADUATION CONCERT（2023年10月25日） - EAN 4547366631012, EAN 4547366631098。
- 新・乃木坂スター誕生! 第4巻（2023年11月10日） - EAN 4988021720298。
- 乃木坂46 11th YEAR BIRTHDAY LIVE 5DAYS（2024年2月21日） - EAN 4547366660128, EAN 4547366660135。
- 超・乃木坂スター誕生! 第1巻（2024年4月10日） - EAN 4988021720625。
- MIZUKI YAMASHITA GRADUATION CONCERT（2024年10月2日） - EAN 4547366701180, EAN 4547366701227。
- 乃木坂46 12th YEAR BIRTHDAY LIVE（2025年2月12日） - EAN 4547366722253。

## 出演

### テレビドラマ
- 八日目の蟬 最終回（2010年、NHK）秋山満里菜 役
- 大河ドラマ 江〜姫たちの戦国〜 第1話・第2話・第9話・第10話（2011年1月・3月、NHK）初（幼少期） 役[29][30][31]
  - 「大河ドラマ「江～姫たちの戦国」総集編 第一章「戦国三姉妹」」（2011年12月29日、NHK）初 役[30][31]
- オシャレに恋したシンデレラ〜おかりえが夢を叶えるまで〜（2011年、BeeTV）松岡りえ（幼少期） 役
- プレミアムドラマ どくとるマンボウ ユーモア闘病記〜作家・北杜夫とその家族〜（2013年3月3日、NHK BSプレミアム）北由香 役[31][32]
- なるようになるさ。 シーズン1 第7話 - 最終話（2013年8月23日 - 9月20日、TBS）大木夢 役[30][31]
- プレミアムドラマ 花咲くあした 第5話（2014年2月2日、NHK BSプレミアム）今喜多風子（幼少期） 役[31]
- 牙狼-GARO- -魔戒ノ花- 第21話（2014年8月29日、テレビ東京）アイ 役[30]
- なるようになるさ。 シーズン2 第1話（2014年4月22日、TBS）大木夢 役[30][31]

### テレビ番組
- やじうまテレビ（2010年、テレビ朝日）旬感ランキング
- やじうまテレビ（2011年、テレビ朝日）マルっとエンタメ

### 舞台
- ミュージカル『ロミオ&ジュリエット』（2024年5月16日 - 6月10日、東京：新国立劇場 中劇場 / 6月22日 - 23日、愛知：刈谷市総合文化センター / 7月3日 - 15日、大阪： 梅田芸術劇場メインホール）ヒロイン・ジュリエット 役[注 1][33]
- ミュージカル『1789 -バスティーユの恋人たち-』（2025年4月8日 - 29日、明治座 / 5月8日 - 5月16日、大阪新歌舞伎座）オランプ・デュ・ピュジェ 役（星風まどか とのダブルキャスト）[34]

### 映画
- ねこばん3Dとび出すにゃんこ（2011年）石井ちずる 役[35][36]
- まほろ駅前多田便利軒（2011年）はる 役[32]

### CM
- 東京ガス「食育・小さな挑戦者たち」篇（2011年3月26日 - 2018年）
- はごろもフーズ「シーチキンファンシー・のりのりトマトサラダ篇」（2011年5月13日〜1クール）
- ラウンドワン
  - 「ウェイクミーアップ篇」（2013年 - 2014年）
  - 「スポッチャ キッズ割 突然親子」（2014年 - 2015年）ナレーション
- MJQウェディング「お得婚篇」（2013年 - 2014年）
- 明治おいしい牛乳（2014年 - 2015年）
- JT「想いを受けとる、ひとのそばに篇」（2014年 - 2015年）

### イベント
- 小浜市 常高寺「お初 幸せの道」開通記念式典ゲスト参加（2011年4月29日）[37]
- 「ドラゼミ」リニューアル記者発表!（2011年5月25日）[38]

### スチール
- ベネッセ「たまひよ Shop」（2006年、本誌・DM）
- 主婦の友社×ナショナル「食器洗い乾燥機」（2007年、駅ポスター・雑誌）
- 髙島屋「七五三」（2009年、チラシ）
- 光和スタジオ「七五三」（2009年、WEB・パンフ・DM）
- 百日草「はなよめ」（2009年10月号、雑誌）
- イトーヨーカ堂（2009年、チラシ）
- 通販生活秋冬号（2009年、カタログ）
- 日経BP社「ecomom・冬号」（2009年、雑誌）
- Victor「ビデオカメラ」（2010年1月〜1年間、WEB・カタログ）
- 通販生活（2010年1月、発売雑誌）
- TVガイド特別編集「NHK 大河ドラマ 江〜姫たちの戦国〜完全ガイドブック」（2010年）
- 別冊ザテレビジョン「NHK 大河ドラマ 江〜姫たちの戦国〜完全読本」（2010年）
- NHK出版「江〜姫たちの戦国〜前編」（2011年）
- 講談社「おともだちピンク」（2011年1月号、雑誌）
- ブティック社「CUTITO」（2011年春号、雑誌）
- ブティック社「女の子に作ってあげたい夏服」（2011年、ムック本)
- 小学館「ドラゼミ」（2011年5月 - 2012年4月、オールスチール）
- 小学館「小学一年生・準備号」（2012年、雑誌）
- 小学館「小学一年生」（2012年、雑誌）表紙レギュラー

### PV
- GReeeeN「刹那」（2009年）[7]
- GReeeeN「HEROES」（2013年）[7]
- NEWS「White」（「MR.WHITE」特典映像）（2015年）[7]